# 马里安·德勒古列斯库
马里安·德勒古列斯库（羅馬尼亞語：Marian Drăgulescu，1980年12月18日—），罗马尼亚男子竞技体操运动员。
2004年，在雅典奧林匹克運動會上獲取團體項目的銅牌、自由體操項目的銀牌、跳馬項目的銅牌。
2009年，在世界體操錦標賽上獲取自由體操項目、跳馬項目的金牌，加冕世界冠軍的榮耀。